# Genoveva Torres Morales
Svatá Genoveva Torres Morales (3. ledna 1870, Almenara – 5. ledna 1956, Zaragoza) byla španělská římskokatolická řeholnice a zakladatelka kongregace Sester Nejsvětějšího Srdce Ježíšova a Svatých Andělů.

## Život

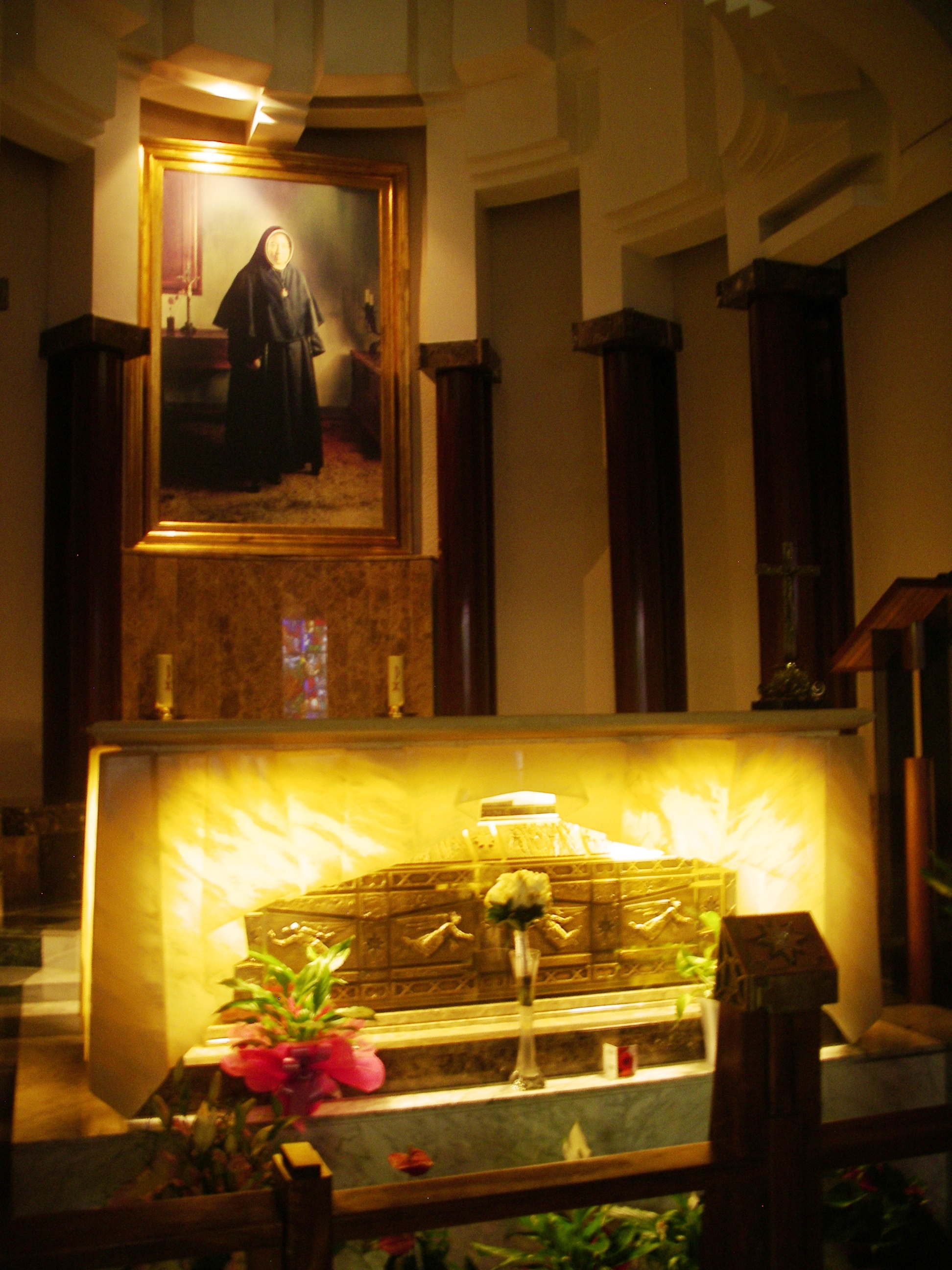
Hrob svaté Genovevy Torres Morales (Zaragoza)

Narodila se 3. ledna 1870 v Almenaře v provincii Castellón jako poslední z šesti dětí chudých a zbožných rodičů.
Velmi brzy jí zemřeli oba rodiče a v osmi letech jí zemřeli i 4 sourozenci. Staral se o ní její starší bratr José, kterému bylo 18 let. Byla velmi klidné dítě. Svému bratrovi pomáhala domácnosti, což trvalo i poté co se ve 20 letech oženil. Tato situaci ji znemožnila navštěvovat školu. Když jí bylo 10 let, začala se zajímat o duchovní literaturu a brzy pochopila, že smyslem celého života je následovat Boha. Roku 1882 jí byl v levé noze objeven zhoubný nádor, což vedlo k tomu že jí byla noha amputována a zbytek svého života byla o berlích. Nemohla zvládat své povinnosti a proto odešla roku 1885 do hospice s názvem Dům milosrdenství Sester karmelitek od lásky ve Valencii, kde se zotavovala, učila se šít a prohlubovala svůj duchovní život. Později chtěla vstoupit do této kongregace což ji znemožnil její zdravotní stav. V klášteře pobývala až do roku 1894.
Roku 1894 se s dvěma ženami Isabellou a Amparou odstěhovala zpět do svého domova s myšlenkou založit společenství, které by pomáhalo potřebným jak fyzicky tak i duchovně. Za tímto účelem kontaktovala několik duchovních a zvláště jezuitu Martína Sáncheze a začala plánovat vytvoření nové kongregace. První kongregační dům byl otevřen roku 1811 ve Valencii a nové kongregace získala jméno; Sestry od Nejsvětějšího Srdce Ježíšova a Svatých Andělů. Představenou této komunity se stala právě Genoveva. Brzy otevřela domy i v Barceloně či Santanderu.
V 50. letech 20. století. se jí začalo zhoršovat zdraví a nakonec ohluchla. Roku 1953 získala kongregace schválení Svatým stolcem. Roku 1954 se vzdala funkce generální představené a nakonec zemřela 5. ledna 1956 generálním domu v Zaragoze.
Zbytek svého života toužila po tiché samotě, i proto získala přezdívku Anděl samoty.

## Proces svatořečení
Její proces svatořečení byl zahájen 12. července 1975 v arcidiecézi Zaragoza. Dne 22. ledna 1991 uznal papež sv. Jan Pavel II. její hrdinské ctnosti.
Dne 2. července 1994 uznal papež zázrak uzdravení na její přímluvu. Blahořečena byla 29. ledna 1995.
Dne 19. listopadu 1999 byl v arcidiecézi vydán dekret o druhém zázraku uzdravení na její přímluvu, který se dočkal i uznání papežem. Svatořečena byla 4. května 2003.